# Joan Fleming
Joan Fleming, född 27 mars 1908 i Horwich i Greater Manchester, död 15 november 1980 i Barnet i London, var en brittisk författare av kriminallitteratur. 
Fleming föddes i Horwich i dåvarande Lancashire och utbildade sig vid Lausanne University. Hon gifte sig med Norman Bell Beattie Fleming 1932. 
Den turkiska detektiven Nuri Bey Izkirlak är huvudperson i två av hennes böcker, When I Grow Rich och Nothing is the Number When You Die. Hennes roman The Deeds of Dr Deadcert filmatiserades som RX Murder. Hon fick ta emot det litterära priset the Gold Dagger två gånger, för When I Grow Rich 1962 och för Young Man I Think You're Dying 1970.

### Utgivet på svenska
- Rowan och tvillingarna 1947
- Jessica och godsägaren 1948
- Dödlig kärlek 1961
- När jag blir rik 1964
- När jag blev kär 1965
- Det goda och det onda 1967
- Han borde skjutas 1968
- Jag såg dig dö 1968
- Dödens palett 1969

## Priser och utmärkelser
- The Gold Dagger 1962 för When I Grow Rich
- The Gold Dagger 1970 för Young Man I Think You're Dying